# 競争・消費・詐欺防止総局
競争・消費・詐欺防止総局（フランス語：Direction générale de la concurrence, de la consommation et de la répression des fraudes, 略：D.G.C.C.R.F.）はフランスの経済・財務省の内局。

## 概要
市場における公平な競争の確保および消費者の保護を任務とする。1985年創設。欧州連合において欧州委員会の競争総局などと協力。職員は約3,000人。モンペリエに本部を置く職員の教養学校は国立競争・消費・詐欺防止学校（E.N.C.C.R.F.）という。